# Gontaud-de-Nogaret
Gontaud-de-Nogaret är en kommun i departementet Lot-et-Garonne i regionen Nouvelle-Aquitaine i sydvästra Frankrike. Kommunen ligger i kantonen Marmande-Est som tillhör arrondissementet Marmande. År 2022 hade Gontaud-de-Nogaret 1 641 invånare.

## Befolkningsutveckling
Antalet invånare i kommunen Gontaud-de-Nogaret
| Referens: INSEE |